# Tjaša Jakop
Tjaša Jakop (ur. 28 stycznia 1975 w Lublanie) – słoweńska językoznawczyni. Zajmuje się dialektologią słoweńską, przede wszystkim gwarami styryjskimi i panońskim zespołem dialektalnym.

## Życiorys
Studiowała słowenistykę i językoznawstwo ogólne na Wydziale Filozoficznym Uniwersytetu Lublańskiego. Dyplom otrzymała w 1998 r., a w 2001 r. uzyskała magisterium z dialektologii i historii języka słoweńskiego. Doktoryzowała się w 2004 r. na podstawie rozprawy Dvojina v slovenskih narečjih, za którą otrzymała nagrodę Słoweńskiego Towarzystwa Slawistycznego (2004).
W 1998 r. podjęła pracę w Sekcji Dialektologicznej Instytutu Języka Słoweńskiego przy Słoweńskiej Akademii Nauki i Stuki.

## Wybrana twórczość
- Tipologija narečnih glagolskih oblik na primeru govora Ložnice pri Žalcu (2003)
- The Dual in Slovene Dialects (2008)
- Dvojina v slovenskih narečjih (2008)